# Helius Eobanus Hessus

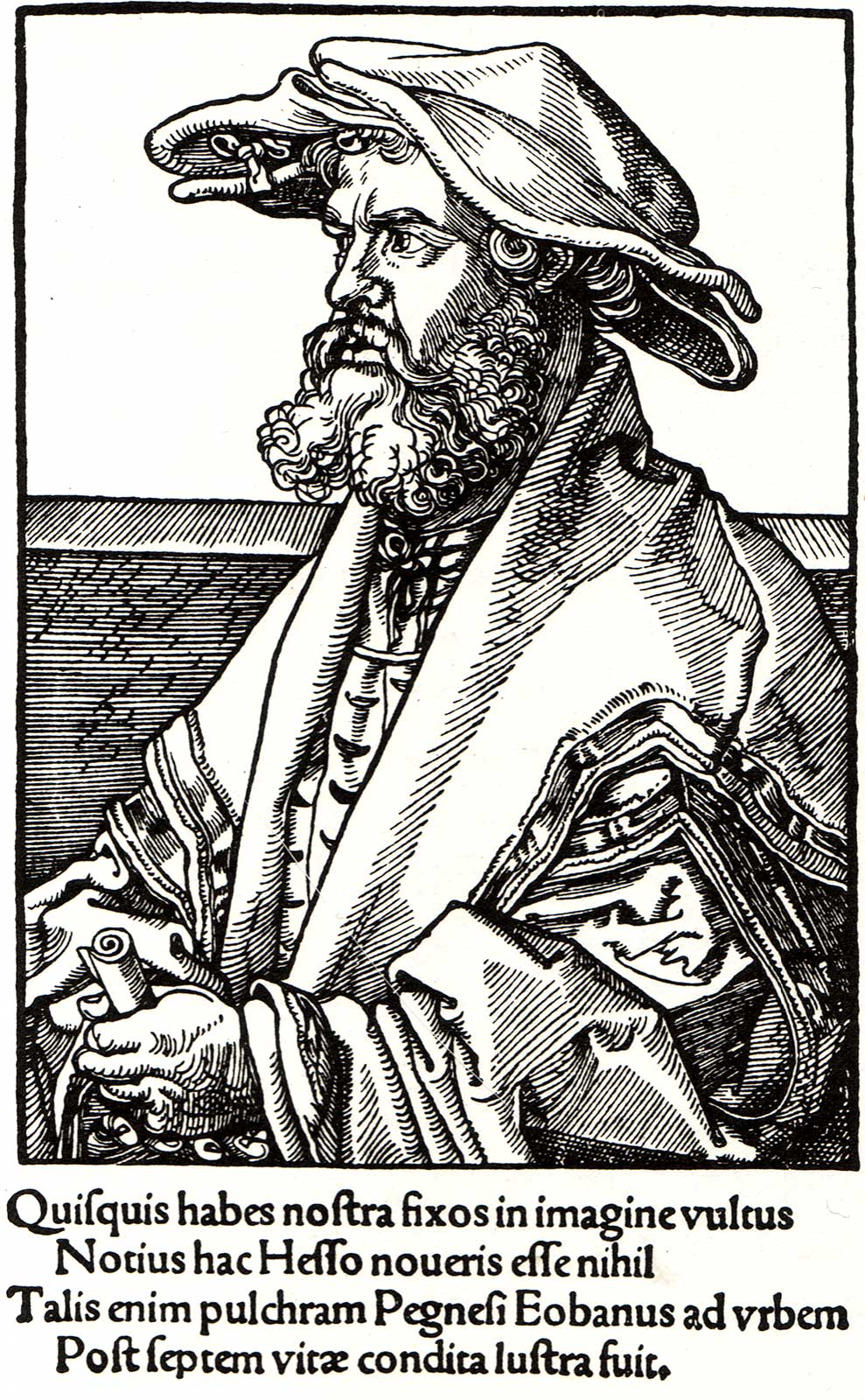
Eobanus Hessus im Holzschnitt von Albrecht Dürer

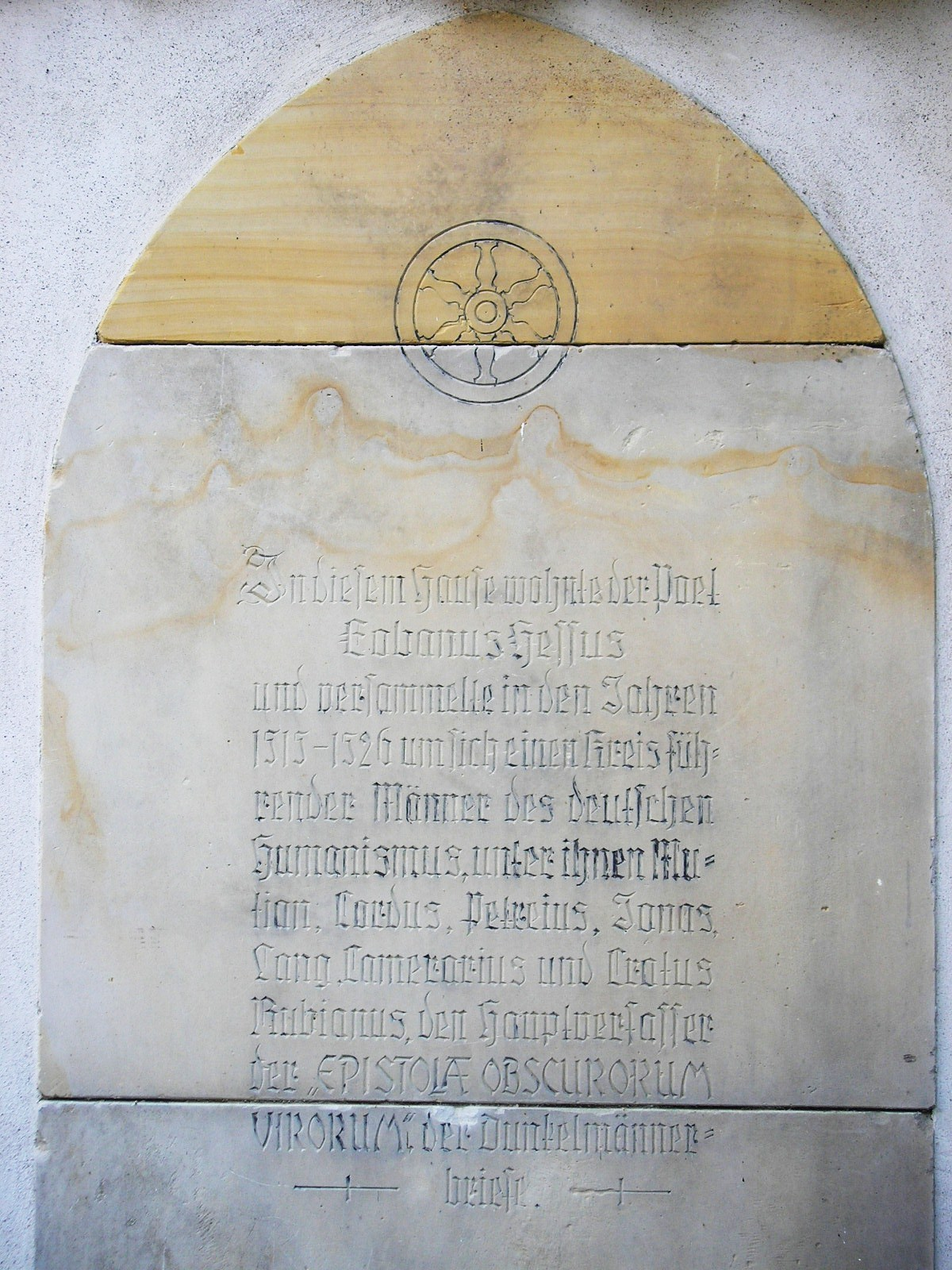
Gedenktafel für Hessus im Innenhof der Engelsburg in Erfurt

Helius Eobanus Hessus – eigentlich vermutlich Eoban Koch – (* 6. Januar 1488 in Halgehausen; † 4. Oktober 1540 in Marburg) war ein evangelischer Humanist in Erfurt. Er gilt als einer der größten neulateinischen Dichter seiner Zeit.

## Leben
Sein ursprünglicher Name war vermutlich Eoban Koch. Später änderte er den Familiennamen in Hessus und legte sich – in Anspielung auf seine Geburt an einem Sonntag und den Dichtergott – den zusätzlichen Vornamen Helius zu. Im Matrikelbuch der Universität Erfurt trug er sich hingegen unter dem Namen Eobanus coci Francobergius ein, da er in Frankenberg an der Eder eine Lateinschule besucht hatte, an der auch der Chronist Wigand Gerstenberg sowie der Arzt und Botaniker Euricius Cordus studierten. Seine Schulbildung erhielt er darüber hinaus im Kloster Haina und in Gemünden an der Wohra.
Ab 1504 studierte er an der Universität Erfurt Latein. 1507 erhielt er dort das Rektorat an der Severischule. Zwei Jahre später gab er dieses Amt auf und ging nach Riesenburg. Hier arbeitete er als Kanzleibeamter und Gelegenheitsdichter des Bischofs Hiob von Dobeneck. 1513 begann er in Frankfurt an der Oder ein Jurastudium und ging kurz darauf nach Leipzig, wo er sich wieder den humanistischen Studien zuwandte. Im August 1514 kehrte er wieder nach Erfurt zurück, wirkte im Erfurter Humanistenkreis unter anderem an den Dunkelmännerbriefen mit und übernahm an der Universität die Professur für lateinische Sprache. Ab 1526 unterrichtete er als Lehrer der Rhetorik und Poetik am Aegidianum in Nürnberg. Ab 1536 war er schließlich Professor in Marburg. Dort war er 1538 Rektor der Universität. Er verfasste daneben Gelegenheitsgedichte und poetische Briefe christlicher Heldinnen.
Eobanus Hessus war das führende Haupt des bedeutenden Erfurter Humanistenkreises in der Engelsburg (in der heutigen Allerheiligenstraße in Erfurt) in den Jahren um 1520. Der dort vernetzte Humanistenkreis konsolidierte sich nach dem Jahre 1505, im Juni desselben Jahres trat Luther schon in das Augustinerkloster in Erfurt ein.  
Aus den Reihen der Erfurter Humanisten, so etwa mit Crotus Rubeanus, entstanden in der Engelsburg, wie oben geschildert, wichtige Teile der berühmten Dunkelmännerbriefe (1515–1517). Die Dunkelmännerbriefe, Epistolae obscurorum virorum  waren eine Satire, mit der deutsche Humanisten die Scholastik verunglimpften.

## Werke
- Sylvae. Auswahl von Idyllen, Epigrammen und Gelegenheitsgedichten
- Heroiden Briefe der Heiligen von Maria bis Kunigunde (Gemahlin Heinrichs II.)
- De generibus ebriosorum et ebrietate vitanda
- Joachim Camerarius (Hrsg.): Tertius libellus epistolarum Eobani Hessi et aliorum quorundam virorum […] excellentium. Leipzig 1561.
- De tuenda bona valetudine. Frankfurt 1564.

## Rezeption
Martin Luther nannte ihn den „berühmtesten Poeten der Zeit, den frommen und reinen Sänger“.
In Albert Lortzings Oper Hans Sachs heißt der Gegenspieler des Titelhelden Eoban Hesse.
Nach Hessus wurde der Eobanus-Hessus-Preis benannt. Er wird herausgegeben von der Stadt Erfurt.